# (309) Fraternitas
(309) Fraternitas – planetoida z pasa głównego asteroid okrążająca Słońce w ciągu 4 lat i 130 dni w średniej odległości 2,67 j.a. Została odkryta 6 kwietnia 1891 roku w Obserwatorium Uniwersyteckim w Wiedniu przez Johanna Palisę. Nazwa planetoidy pochodzi od łacińskiego słowa fraternitas: braterstwo.